# Угловский известковый комбинат
Угло́вский известко́вый комбина́т — один из крупнейших известковых заводов России, расположенный в посёлке Угловка Окуловского района Новгородской области. Входит в холдинг "БазэлЦемент". Основная специализация — выпуск извести, в том числе комовой, гидратной, металлургической. В собственности предприятия находятся известковые карьеры под посёлком Угловка. Производственная мощность предприятия — 320 тысяч тонн в год. Основные потребители продукции комбината расположены в европейской части России, однако часть её идёт и на экспорт. Основной способ транспортировки — железнодорожный транспорт.

## История

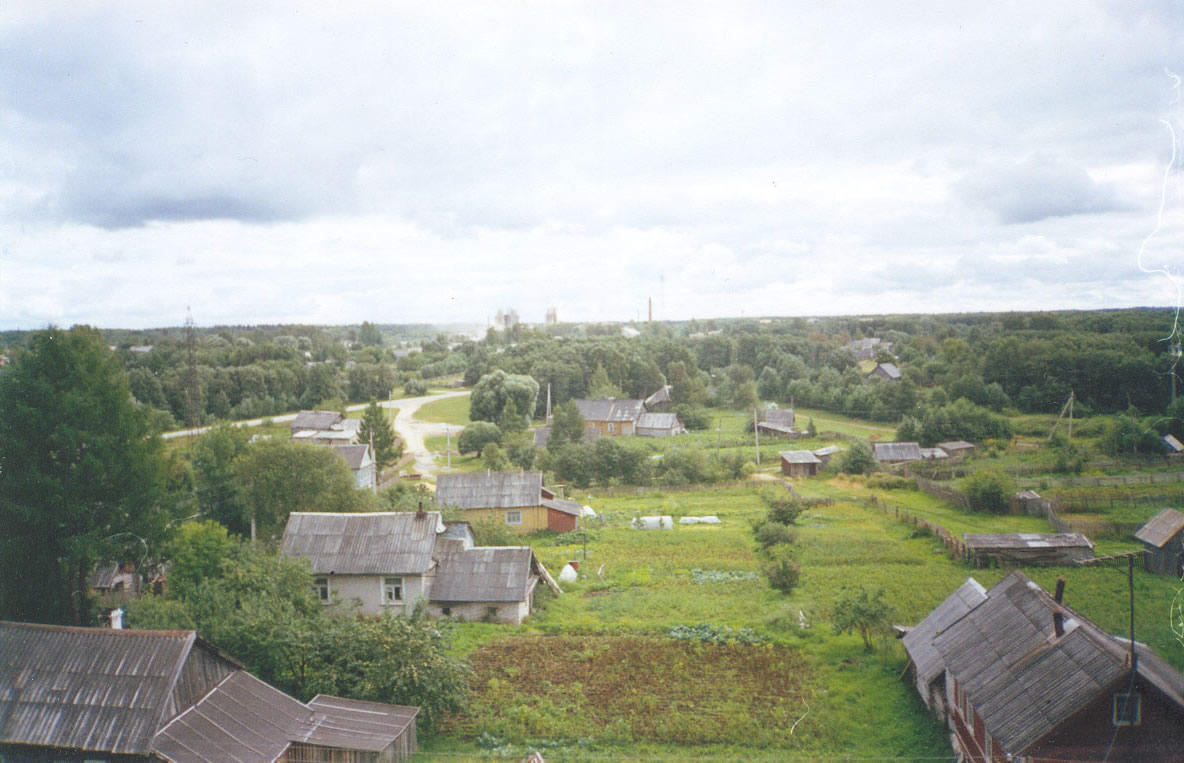
Вид на УИК

Угловский известковый комбинат основан в 1879 году. Первоначально добыча известняка велась вручную. В 1928 году было закончено строительство узкоколейной железнодорожной колеи (ныне не существует) от карьера № 1 к заводам № 2-4 Это позволило более планомерно снабжать заводы известняком и уже в 1930 году полностью отказаться от конной тяги, закрыть все штольни, вести добычу не только летом, но и зимой. Также в 1930 году была заложена первая шахтная пересыпная печь. К 1949 году порода в карьерах разрыхлялась взрывами.
В 1954 году принято решение о реконструкции комбината. Была построена дробильно-сортировочная фабрика с галереями подачи сырья непосредственно к бункерам шахтных печей, механизированный склад с подачей топлива прямо к печам, бункеры для погрузки готовой продукции, установка по выпуску известковой муки с сушильным барабаном, на шахтных печах внедрены нижнее дутье и вращающиеся воронки, которые позволили добиться равномерной загрузки шахты в печи.
В 1964 году было решено увеличить мощность завода № 5. Для этого к пяти действующим добавились ещё пять новых шахтных печей. На них все работы механизированы. Большие перемены произошли и в карьерном хозяйстве. Камень стали добывать о помощью мощных электроэкскаваторов. С 1971 года обжиг извести ведётся на природном газе. В апреле 1973 года был освоен выпуск молотой извести в фасованном виде как товара народного потребления. В 1984 году вошла в строй ДСУ (дробильно-сортировочная установка), позволяющая производить щебень.
С мая 1994 года Угловский известковый комбинат преобразован в акционерное общество открытого типа.
В 2006 году по инициативе ОАО УИК было создано профессионально-отраслевое объединение производителей извести — Некоммерческое партнёрство производителей извести, президентом которого в настоящее время является генеральный директор комбината В. А. Прокин. Сейчас генеральным директором ОАО УИК является Денис Батыжев. 
В 2007 году ОАО «Угловский известковый комбинат» стало первым известковым активом холдинга «БазэлЦемент». До этого холдинг производил известь только на «Састобе-Цемент». Сделка по приобретению УИК, прошедшая в марте 2008 года, позволила холдингу «БазэлЦемент» приступить к комплексному развитию своего бизнеса по производству строительных материалов.
В 2014 году "БазэлЦемент" объявил о завершении программы модернизации УИК, направленной на повышение качества извести. Комбинат может производить 230 тыс. тонн извести с улучшенными характеристиками: активность (основной параметр продукции) увеличена с 65-70% до 83-87%. 